# Krog e Barz
Le Krog e Barz est un  cotre aurique, réplique d'un langoustier de 1910 de Loguivy de la Mer dans les Côtes d'Armor (22).
Son port d'attache actuel est Port-Navalo.
Son immatriculation est : VA 798799, pour le quartier maritime de Vannes.

## Histoire
Le Krog e Barz a été construit de 1988 à 1992 sur un terre-plein du port de Loguivy de la Mer à Ploubazlanec par le charpentier de marine Xavier Buhot-Launay. C'est une réplique d'un caseyeur (ou langoustier) de 1910.
Il a traversé l'Atlantique avec son premier propriétaire. Vendu en 2008, il est désormais basé dans le golfe du Morbihan, à Port-Navalo où il propose des balades en mer.
Il participe habituellement aux grands rassemblements des voiliers du patrimoines de Bretagne comme les Fêtes maritimes de Brest, Douarnenez ou encore La Semaine du Golfe.

## voir aussi